# Frederic van der Oudermeulen
Frederic van der Oudermeulen (Amsterdam, 7 februari 1797 - aldaar, 6 maart 1864) was een Nederlands politicus.
Van der Oudermeulen was een Amsterdamse koopman en later president van de Nederlandsche Handel-Maatschappij, die in 1848 door koning Willem II tot Eerste Kamerlid werd benoemd om mee te werken aan aanneming van de voorstellen tot Grondwetsherziening. Hij was daarna voorbestemd om Eerste Kamervoorzitter te worden, maar bedankte voor die functie. Hij was wel vanaf 1853 nog ruim tien jaar een gematigd liberaal senator.
- Biografisch Portaal: 55532413
- Parlement.com: vg09ll42rszb